# ABET

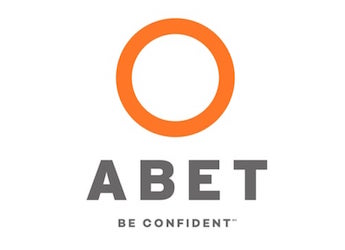
Logotipo oficial de ABET

ABET es una organización no gubernamental,  sin ánimo de lucro, dedicada a la acreditación de programas de educación universitaria o terciaria en disciplinas de ciencias aplicadas, ciencias de la computación, ingeniería y tecnología. Actualmente ABET acredita unos 3852 programas en 776 facultades y universidades en 31 países.
La acreditación con ABET es un proceso voluntario que se lleva a cabo a través de un proceso de revisión por pares que busca asegurar que la institución de educación superior satisface los criterios de calidad establecidos para la profesión para la cual el programa prepara estudiantes.
Anteriormente el término ABET era el acrónimo de Accreditation Board for Engineering and Technology, pero desde el 2005 solamente se usa la sigla para hacer referencia a la organización.

## Historia
ABET fue fundada en 1932 como el nombre de Consejo de Ingenieros para el Desarrollo Profesional que por sus siglas en inglés fue conocido como ECPD (Engineers' Council for Professional Development) como un organismo dedicado a la acreditación, regulación y desarrollo de los profesionales en ingeniería y estudiantes de los Estados Unidos. Inicialmente estuvo localizada en el edificio de sociedades de ingeniería en New York y posteriormente fue trasladada a Baltimore en 1996.
Durante su fundación la organización contaba con la participación de siete sociedades de ingeniería de los Estados Unidos:
- (ASCE) American Society of Civil Engineers.
- American Institute of Mining and Metallurgical Engineers, hoy conocido como (AIME) American Institute of Mining, Metallurgical, and Petroleum Engineers.
- (ASME) American Society of Mechanical Engineers.
- American Institute of Electrical Engineers, hoy IEEE
- Society for the Promotion of Engineering Education, hoy American Society for Engineering  Education (ASEE).
- (AIChE) American Institute of Chemical Engineers.
- National Council of State Boards of Engineering Examiners hoy NCEES.

En 1980, el ECPD fue renombrado como Accreditation Board for Engineering and Technology (ABET) para describir mejor su énfasis en acreditación. 
En 2005, ABET formalmente cambió su nombre a ABET y actualmente no usa más el título Accreditation Board for Engineering and Technology.

## Miembros
ABET cuenta con 31 sociedades miembros; 29 miembros en pleno y 2 miembros asociados. Cada miembro tiene como responsabilidad una de las disciplinas de interés de ABET.

### Sociedades miembros en pleno
Sociedades miembro:
- AAEE - American Academy of Environmental Engineers
- ACerS - American Ceramic Society con su National Institute of Ceramic Engineers (NICE)
- ACSM - American Congress on Surveying and Mapping
- AIAA - American Institute of Aeronautics and Astronautics
- AIChE - American Institute of Chemical Engineers
- AIHA - American Industrial Hygiene Association
- ANS - American Nuclear Society
- ASABE - American Society of Agricultural and Biological Engineers
- ASCE - American Society of Civil Engineers
- ASEE - American Society for Engineering Education
- ASHRAE - American Society of Heating, Refrigerating and Air-Conditioning Engineers
- ASME - anteriormente conocida como American Society of Mechanical Engineers
- ASSE - American Society of Safety Engineers
- BMES - Biomedical Engineering Society
- CSAB - anteriormente conocida como  Computing Sciences Accreditation Board
- IEEE - oficialmente Institute of Electrical and Electronics Engineers
- IIE - Institute of Industrial Engineers
- INCOSE - International Council on Systems Engineering
- ISA - anteriormente Instrument Society of America , hoy International Society of Automation
- NCEES - National Council of Examiners for Engineering and Surveying
- NSPE - National Society of Professional Engineers
- SAE International - anteriormente llamada Society of Automotive Engineers
- SFPE - Society of Fire Protection Engineers
- SME - Society of Manufacturing Engineers
- SME-AIME - Society for Mining, Metallurgy, and Exploration, Inc.
- SNAME - Society of Naval Architects and Marine Engineers
- SPE - Society of Petroleum Engineers
- SPIE - Sociedad internacional enfocada en óptica y fotónica
- TMS - The Minerals, Metals & Materials Society

### Sociedades miembro asociadas
Sociedades miembro asociadas:
- MRS - Materials Research Society
- WEPAN - Women in Engineering ProActive Network